# 듀엣 포 원
듀엣 포 원(Duet For One)은 미국에서 제작된 안드레이 콘찰로프스키 감독의 1987년 드라마 영화이다. 줄리 앤드류스 등이 주연으로 출연하였고 요람 글로버스 등이 제작에 참여하였다.

## 출연

### 주연
- 줄리 앤드류스
- 앨런 베이츠
- 막스 폰 시도우
- 루퍼트 에버릿

### 조연
- 마가렛 커트네이
- 캐스린 해리슨
- 시그프릿 스타이너
- 리암 니슨
- 시오반 레드몬드
- 도로시 필립스
- 데이빗 밀러
- 게리 페어홀
- 니콜라 데이비스

## 제작진
- 미술: 존 그레이스마크
- 의상: 에반젤린 해리슨